# Estádio Novelli Júnior
Estádio Novelli Júnior (oficjalna nazwa Estádio Municipal Dr. Novelli Júnior) – stadion wielofunkcyjny w Itu, São Paulo, Brazylia, na którym swoje mecze rozgrywa klub Ituano Futebol Clube.